# Ибрагимова, Алина Ринатовна

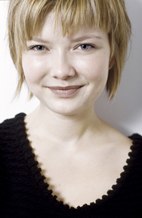

Алина Ринатовна Ибрагимова (род. 28 сентября 1985, Полевской) — британская скрипачка российского происхождения. 

## Биография
Дочь контрабасиста Рината Ибрагимова (1960—2020) и скрипачки Люции Шайдулиной. Училась в Москве в Музыкальной школе имени Гнесиных. С 1996 года живёт в Великобритании, где её отец в 1995—2014 годах занимал пост первого контрабаса в Лондонском симфоническом оркестре. Училась в Школе Иегуди Менухина у Натальи Боярской, затем в Королевском колледже музыки у Гордана Николича.
Первым заметным успехом в сольной карьере Ибрагимовой стало выступление в декабре 1998 года на торжественной церемонии в честь 50-летия Всеобщей декларации прав человека в штаб-квартире ЮНЕСКО в Париже: вместе со своей соученицей Николой Бенедетти Ибрагимова исполнила двойной концерт Иоганна Себастьяна Баха, дирижировал Иегуди Менухин. Спустя три месяца Ибрагимова и Бенедетти исполнили медленную часть этого концерта на мемориальном концерте в память Менухина в Вестминстерском аббатстве. В дальнейшем Ибрагимова выступала с ведущими британскими и континентальными оркестрами, работала с такими дирижёрами, как Джанандреа Нозеда, участвовала в музыкальных фестивалях в Зальцбурге и Вербьере. Может быть отмечено её выступление в 2005 г. на Моцартовской неделе в Зальцбурге, в ходе которого она исполнила с оркестром Kremerata Baltica Второй концерт Моцарта с собственными каденциями.
Первый альбом Ибрагимовой — все скрипичные сочинения Карла Амадея Хартмана — вышел в 2007 г. Также выпустила первую и на данный момент единственную запись обоих скрипичных концертов Николая Рославца (с Шотландским симфоническим оркестром BBC под управлением Илана Волкова).
В 2009 году удостоена музыкальной премии Classical BRIT Awards в номинации «Лучший молодой исполнитель». В 2016 году награждена Орденом Британской империи за заслуги перед музыкой.
Алина Ибрагимова играет на скрипке 1738 года венецианского скрипичного мастера Пьетро Гварнери.